# 岸徳光
岸 徳光（きし のりみつ）は、日本の土木工学者。室蘭工業大学名誉教授・元理事・副学長。元釧路工業高等専門学校校長。工学博士、土木学会認定特別上級土木技術者（鋼・コンクリート）。

## 人物・経歴
1972年室蘭工業大学工学部土木工学科卒業。1977年北海道大学大学院工学研究科土木工学専攻修了、工学博士、電力中央研究所入所。1982年室蘭工業大学建設システム工学科助教授。1985年文部省在外研究員（パーデュー大学）。1988年室蘭工業大学建設システム工学科教授。2004年室蘭工業大学建設システム工学科長兼国立大学法人室蘭工業大学経営協議会委員。2007年国立大学法人室蘭工業大学理事兼経営協議会委員兼教育研究評議会評議員兼教育研究等支援機構長兼知的財産本部長。2008年国立大学法人室蘭工業大学理事・副学長。2012年釧路工業高等専門学校校長。2018年釧路工業高等専門学校名誉教授、室蘭工業大学大学院工学研究科社会基盤管理工学講座特任教授。

## 受賞
- 土木学会構造工学論文賞 2000[2]
- 土木学会構造工学論文賞 2002[2]
- 土木学会構造工学論文賞 2003[2]
- 土木学会構造工学論文賞 2005[2]
- 土木学会構造工学論文賞 2006[2]
- 土木学会構造工学論文賞 2008[2]
- 土木学会構造工学論文賞 2009[2]
- 土木学会構造工学論文賞 2010[2]
- 土木学会構造工学論文賞 2011[2]
- 土木学会構造工学論文賞 2012[2]

## 原発マネー
岸は内閣府原子力安全委員会委員および専門委員でありながら、原発関連企業である北海道電力から800万円を受け取っており、原発の推進側と規制側の癒着構造が「安全規制ガバナンス」における根本的な問題であると指摘されている。